# تیم ملی فوتبال زیر ۲۱ سال بلغارستان
تیم ملی فوتبال زیر ۲۱ سال بلغارستان (بلغاری: Mладежки национален отбор на България по футбол) یا تیم ملی فوتبال جوانان بلغارستان، نماینده کشور بلغارستان در مسابقات فوتبال جوانان اروپا و جهان است که زیر نظر اتحادیه فوتبال بلغارستان فعالیت می‌کند.